# 비아동
비아동(飛鴉洞)은 광주광역시 광산구의 동이다. 법정동 비아동 일부, 도천동, 수완동 일부로 구성된다. 법정동 비아동의 나머지는 첨단1동에 속한다.

## 마을 유래
- 비아동
  - 장성군과 경계에 있는 지역으로 마을이 ‘까마귀가 날고 있는 것 같다’ 하여 붙여진 이름이다. 일제강점기 장성군 남면 일부를 병합하여 상, 하로 마을을 구분한 뒤 위쪽을 상아산, 아래쪽을 하아산이라고 불렀다고 하나, 1950년대 후반 기록에는 신아산마을만 보인다. 1980년대 후반 편찬된 구사(區史), 구지(區誌)에는 상아산, 하아산으로 마을을 나눠 설명하고 있다. ‘상아산’은 1600년대 김해 김씨 김단경(金端慶)이 임진왜란을 피해 들어와 정착하면서 마을이 형성되었다. ‘하아산’은 충주 박씨 박재승(朴再乘)이 1710년 서창 절골에서 옮겨와 마을을 이루었다. 도로명으로 신아산길이 남아 있고 하아산 경로당이 남아 있지만, 마을의 모습은 사라지고 있다. 1통이 상아산, 2통이 하아산 지역이다. 호남고속도로 옆에 위치한 ‘장터’마을은 상하로 마을을 구분해 윗장터, 아랫장터로 불렀다. 옛 기록에 윗장터는 웃장태, 아랫장터는 아래장태라고 표기하고 있다. 지금도 열리고 있는 오일장 때문에 장터마을이라는 이름을 얻었다. 김해 김씨, 광산 김씨, 탐진 최씨 등이 100여년 전에 들어와 살기 시작했다. 일제강점기에 조성한 과수원이 많았고, ‘장구샘’이라고 부르던 큰 우물이 있었다. 비아5일장은 매 1일, 6일 개최되고 있는데 여전히 지역경제 활성화와 지역민 교류의 장으로 역할하고 있다. 비아동 3통이 장터마을이고 비아장터 경로당이 있다.
- 도천동
  - ‘큰도량질’은 도촌리에 있던 마을로 큰 도랑(溝渠)이 있어 도랑질, 도랑곡, 도촌(道村)이라 했다는 설, 마을 앞에 질그릇을 굽는 도량이 있어 ‘도량질’이라고 불렀다는 설이 있다. 또 ‘도랑제’라는 언덕이 있어 도랑질이라고 부른다고도 했다. 1989년 서창동에 같은 지명이 있어 도천(道泉)으로 이름을 바꾸었다. 1600년대 광산 김씨가 나주에서 옮겨오고, 순천 박씨가 하남 안청에서 들어와 마을이 형성되었고 뒤이어 장흥 고씨, 한양 조씨 등이 들어왔다. 도촌2제가 있었으나 지금은 메워졌다. 13통이 큰도량질이며, 도천동 경로당이 있다.‘작은도량질’은 사암로를 사이에 두고 큰도량질 건너편에 위치한 마을이다. 큰도량질마을과 한 마을이었으나 1914년 분리되었다. 진주 강씨 강사봉이 먼저 들어왔고 뒤이어 장수황씨가 들어오며 마을이 생성되었다. 임방울대로, 사암로 같은 도로가 개통되고 웨딩홀, 자동차 관련 공업사 등이 도로변에 들어서며 마을은 외딴 섬처럼 고립되고 있다. 도촌제와 농경지가 아직은 남아 있지만, 상업시설, 타운하우스 등이 계속 건립되고 있어 앞으로 변화가 예상된다. 14통이 작은도량질이며 같은 이름의 경로당이 있다.

## 연혁
- 1914년 10월 1일 전라남도 광주군 천곡면, 마지면을 비아면(飛鵝面)으로 합면.

| 조선총독부령 제111호  |                                                                |               |
| 구 행정구역           | 구 행정구역                                                    | 신 행정구역   |
| 광주군 천곡면(泉谷面) | 비아리(飛鵝里)                                                 | 비아면 비아리 |
| 광주군 천곡면(泉谷面) | 도촌리(陶村里)                                                 | 비아면 도촌리 |
| 광주군 천곡면(泉谷面) | 응암리(鷹巖里), 구암리(龜巖里)                                 | 비아면 쌍암리 |
| 광주군 천곡면(泉谷面) | 장구리(長久里), 군수리(郡守里)                                 | 비아면 월계리 |
| 광주군 천곡면(泉谷面) | 포산리(浦山里), 봉산리(鳳山里)                                 | 비아면 산월리 |
| 광주군 마지면(馬池面) | 월촌리(月村里)                                                 | 비아면 산월리 |
| 광주군 마지면(馬池面) | 신기리(新己里), 상가리(上佳里), 대가리(大佳里), 산정리(山丁里) | 비아면 신가리 |
| 광주군 마지면(馬池面) | 반촌리(板村里), 모구리(暮舊里), 탄동리(炭洞里), 선창리(仙倉里) | 비아면 신창리 |
| 광주군 마지면(馬池面) | 수문리(水門里), 상완리(上莞里), 하완리(下莞里)                 | 비아면 수완리 |
| 광주군 마지면(馬池面) | 운림리(雲林里), 금구리(金九里)                                 | 비아면 운남리 |
- 1935년 10월 1일 전라남도 광산군 비아면으로 개칭.
- 1988년 1월 1일 광주직할시에 편입, 광산구 비아출장소로 개칭.
- 1995년 1월 1일 광주광역시 광산구 비아출장소로 개칭.
- 1996년 3월 12일 비아첨단지구 이동민원실 개원.
- 1997년 7월 1일 비아첨단지소 승격.
- 1997년 7월 1일 신창동, 신가동, 운남동을 분리하여 신가동 분동.
- 1997년 7월 1일 광주광역시 광산구 비아동사무소로 개칭.
- 2002년 3월 25일 월계동, 쌍암동, 산월동, 비아동(동원촌)을 분리하여 첨단동 분동.
- 2005년 2월 16일 수완동 일부(0.628km2)가 신가동, 신창동으로 편입.
- 2007년 9월 1일 비아동주민센터로 개칭.
- 2007년 9월 27일 장덕동 일부(16,657m2) 도천동으로 편입
- 2008년 7월 31일 수완동 일부(수완지구) 신가동으로 편입

## 시설
- 비아동 행정복지센터
- 비아5일시장
- 비아동우체국
- 비아동파출소
- 비아119안전센터
- 비아농협 비아지점

## 교육
- 비아초등학교

## 주거
| 단지명        | 건설사   | 시행사   | 주소                   | 주소   | 입주        | 비고 |
| ------------- | -------- | -------- | ---------------------- | ------ | ----------- | ---- |
| 하남지구 호반 | 호반건설 | 호반건설 | 광산구 비아로 185      | 비아동 | 1998년 9월  |      |
| 도천 중흥파크 | 중흥건설 | 중흥건설 | 광산구 비아로62번길 7  | 도천동 | 1995년 12월 |      |
| 도천 중흥파크 | 중흥건설 | 중흥건설 | 광산구 비아로62번길 12 | 도천동 | 1995년 12월 |      |

## 교통
- 광산 나들목
- 비아고속버스정류소